# Pegat contraceptiu
El pegat contraceptiu (setmanal), pegat dèrmic anticonceptiu o pegat hormonal és un mètode anticonceptiu femení consistent en un pegat adhesiu gairebé transparent que s'enganxa sobre la pell i que conté les mateixes hormones (hormones femenines: estrògens i gestàgens) que les píndoles anticonceptives, en dosis ultrabaixes, i impedeix l'ovulació. El pegat es porta durant una setmana i després es canvia per un altre, fent una pausa d'una setmana cada mes. N'hi ha una única marca comercial, que es diu Evra®.
La seva eficàcia és molt alta, igual que els contraceptius hormonals que es prenen per via oral (la píndola), però més còmode i amb menys riscos d'oblits o contraindicacions intestinals (vòmits, diarrees, etc.), tal com per exemple en l'anella vaginal.
No protegeix de les infeccions de transmissió sexual i de la sida. Si es desitja una protecció contra les infeccions de transmissió sexual és necessari utilitzar, a més, el condó o el preservatiu femení.

## Descripció
El pegat té forma d'una fina làmina quadrada de color carn, gairebé transparent, de 4,5 centímetres de costat i un mil·límetre de gruix, que s'enganxa sobre la pell. Aquest pegat allibera estrògens i gestàgens que passen a la sang a través de la pell. El pegat està dissenyat per alliberar hormones durant una setmana.

## Ús
Un mateix pegat només es pot posar un pegat cada vegada. També s'ha d'anar canviant el lloc on es pegui cada cop que se n'aplica un de nou. Es pot pegar a les natges, a l'abdomen, a la part superior externa dels braços i a la part superior del tronc però no es pot aplicar sobre els pits. S'ha d'aplicar sobre la pell sana (sense grans, ferides, etc.), neta, seca i sense pèl ni borrissol.
El primer pegat s'ha de col·locar el primer dia de la menstruació. Cal aplicar un pegat cada 7 dies, canviant-lo cada setmana el mateix dia (per exemple, els dilluns) durant un període total de 3 setmanes. Després de tres pegats o setmanes, cal fer 7 dies exactes de descans sense pegat. En aquests dies de descans es produeix la menstruació. Passada la setmana de descans s'ha de tornar a començar i col·locar un nou pegat. Si un cop la dona s'oblida de canviar el pegat el dia exacte, té un termini de 48 hores per poder-ho fer sense que minvi la seva eficàcia.

## Què passa si cau?
Pot passar que accidentalment el pegat s'afluixi o es desenganxi. En aquest cas cal treure'l de seguida que cau, posar ràpidament un de nou i continuar el cicle setmanal com si res hagués passat. No hi ha cap problema d'ineficàcia i no cal prendre mesures anticonceptives extraordinàries.
Cal anar amb compte, però, si no se sap quan ha pogut caure o se sap que fa més d'un dia (24 hores) que s'ha afluixat o desenganxat, llavors l'efecte contraceptiu es perd durant una setmana (caldrà no tenir relacions sexuals en aquest temps o bé tenir-les amb condó femení o masculí). A més, encara que la primera setmana no sigui eficaç, cal tornar de seguida a començar un nou cicle mensual de pegats. Si es triga, per exemple, una setmana a començar-lo de nou, la dona no estarà protegida de l'embaràs durant dues setmanes: una per no prendre res i l'altra per ser la primera del cicle.